# John Marquis (Tonmeister)
John Marquis (* 1975) ist ein Tonmeister.

## Karriere
Marquis begann seine Karriere 2001 als Dialogeditor für The Trouble with Lou, wechselte dann aber zur Tongestaltung. In den Folgejahren war er an über 90 Filmproduktionen beteiligt. In den Jahren 2010 und 2012 war er bei mehreren Filmen für den Golden Reel Award des Branchenverbandes Motion Picture Sound Editors. Zuletzt arbeitete er 2024 an Wicked von Regisseur Jon M. Chu. Dafür wurde er bei der Oscarverleihung 2025 zusammen mit Simon Hayes, Jack Dolman, Andy Nelson und Nancy Nugent Title in der Kategorie Bester Ton nominiert.

## Filmografie (Auswahl)
- 2001: The Trouble with Lou
- 2003: The Fan: Schatten des Ruhms
- 2004: The Select Fit
- 2004: Dead Birds
- 2004: Frankenfish (Fernsehfilm)
- 2005: Alien Siege – Tod aus dem All (Fernsehfilm)
- 2005: London – Liebe des Lebens?
- 2005: Spur der Verwüstung (Fernsehfilm)
- 2005: Dirty
- 2006: Rampage: The Hillside Strangler Murders
- 2006: Happy Fish – Hai-Alarm und frische Fische
- 2006: Sadie and the Slot Machines (Kurzfilm)
- 2006: Little Chenier
- 2007: Man in the Chair
- 2007: Motives 2
- 2007: This Christmas
- 2008: Ruinen
- 2008: Quarantäne
- 2009: Monsters vs. Aliens
- 2009: Monsters vs. Aliens – Mutanten-Kürbisse aus dem Weltall (Fernsehfilm)
- 2009: Transformers – Die Rache
- 2010: Er-Shrek dich nicht! (Fernsehfilm)
- 2010: Kung Fu Panda – Ein schlagfertiges Winterfest (Kurzfilm)
- 2011: Megamind
- 2012: The Man with the Iron Fists
- 2013: Beautiful Creatures – Eine unsterbliche Liebe
- 2013: G.I. Joe – Die Abrechnung
- 2013: World War Z
- 2015: Gänsehaut
- 2016: Die Unfassbaren 2 – Now You See Me
- 2018: Crazy Rich
- 2019: Willkommen im Wunder Park
- 202: The Water Man
- 2021: The Tomorrow War
- 2023: Renfield
- 2023: The Flash
- 2024: Wicked

## Auszeichnungen (Auswahl)
- 2010: Golden-Reel-Award-Nominierung in der Kategorie Bester Tonschnitt für Monsters vs. Aliens – Mutanten-Kürbisse aus dem Weltall und für Transformers – Die Rache und für Monsters vs. Aliens
- 2012: Golden-Reel-Award-Nominierung in der Kategorie Bester Tonschnitt für Megamind
- 2025: Gold Derby Awards in der Kategorie Bester Ton für Wicked
- 2025: Golden Reel Award in der Kategorie Bester Tonschnitt für Wicked
- 2025: Satellite Award in der Kategorie Bester Tonschnitt für Wicked
- 2025: BAFTA-Nominierung in der Kategorie Bester Ton für Wicked
- 2025: Oscar-Nominierung in der Kategorie Bester Ton für Wicked